# Saint-Cassien (Dordogne)
Saint-Cassien – miejscowość i gmina we Francji, w regionie Nowa Akwitania, w departamencie Dordogne.
Według danych na rok 1990 gminę zamieszkiwało 40 osób, a gęstość zaludnienia wynosiła 8 osób/km² (wśród 2290 gmin Akwitanii Saint-Cassien plasuje się na 1125. miejscu pod względem liczby ludności, natomiast pod względem powierzchni na miejscu 1428.).